# Баррикадная улица (Запорожье)

Улица Баррикадная — улица на Южном посёлке в Коммунарском районе города Запорожья, расположена вблизи вокзала Запорожье-1. Длина улицы составляет 3,3 км. Улица получила своё название в честь баррикадных боёв александровского пролетариата в 1905 году.
Ранее называлась Больничная, поскольку рядом находился госпиталь, развёрнутый во время Крымской войны. В госпитале оперировал Николай Пирогов. Позже на улице находилась фельдшерская школа.

## Баррикады
14 декабря 1905 года состоялся бой рабочих против сил жандармов, войск и черносотенцев. Часть рабочих укрылась на втором этаже недостроенного дома Минаева (пр. Соборный, 6) и оттуда обстреливала черносотенцев. В итоге, здание Южного железнодорожного вокзала стало местом последнего боя восставших. В ходе шестичасового боя было убито и ранено около 50 человек. В память о погибших рабочих в 1930 году, по решению Запорожского окружного исполкома, на братской могиле в сквере на ул. Баррикадной был установлен обелиск с надписью: «Борцам революции 1905—1907 годов».

## Здания
На улице Баррикадной расположены общеобразовательная школа № 83 (I—III ступеней) и заводоуправление Запорожского механического завода.
В сквере железнодорожной больницы находится могила рядового разведчика Петра Акимовича Ермолина (1922 — 14.10.1943) погибшего во Второй мировой войне. Пётр был уроженцем села Старобогдановка Мелитопольского уезда. В 1953 году на его могиле был установлен деревянный обелиск, который был заменён в 1981 году гранитным обелиском с гранитной плитой.

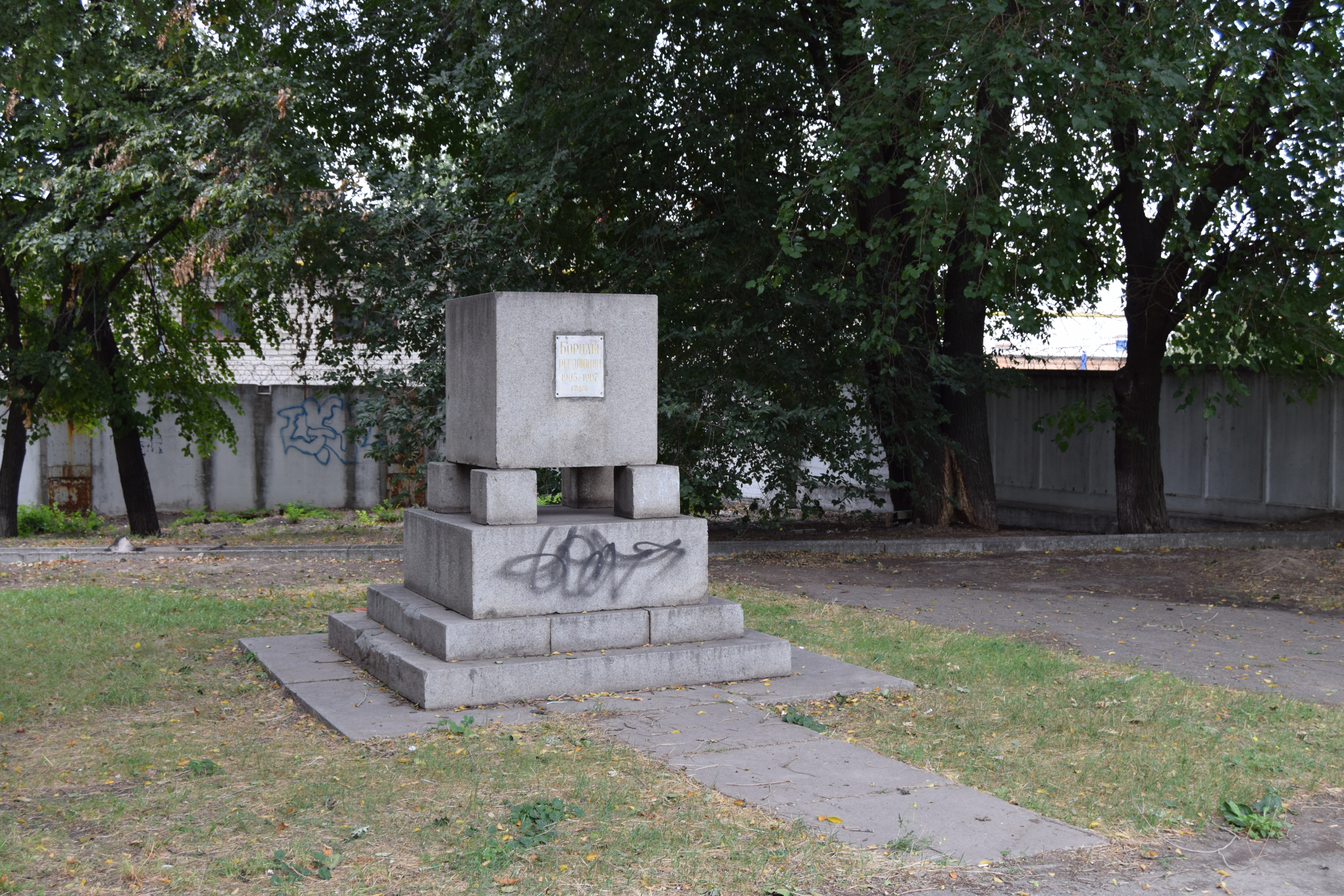
Памятник участникам революции 1905—1907 гг.
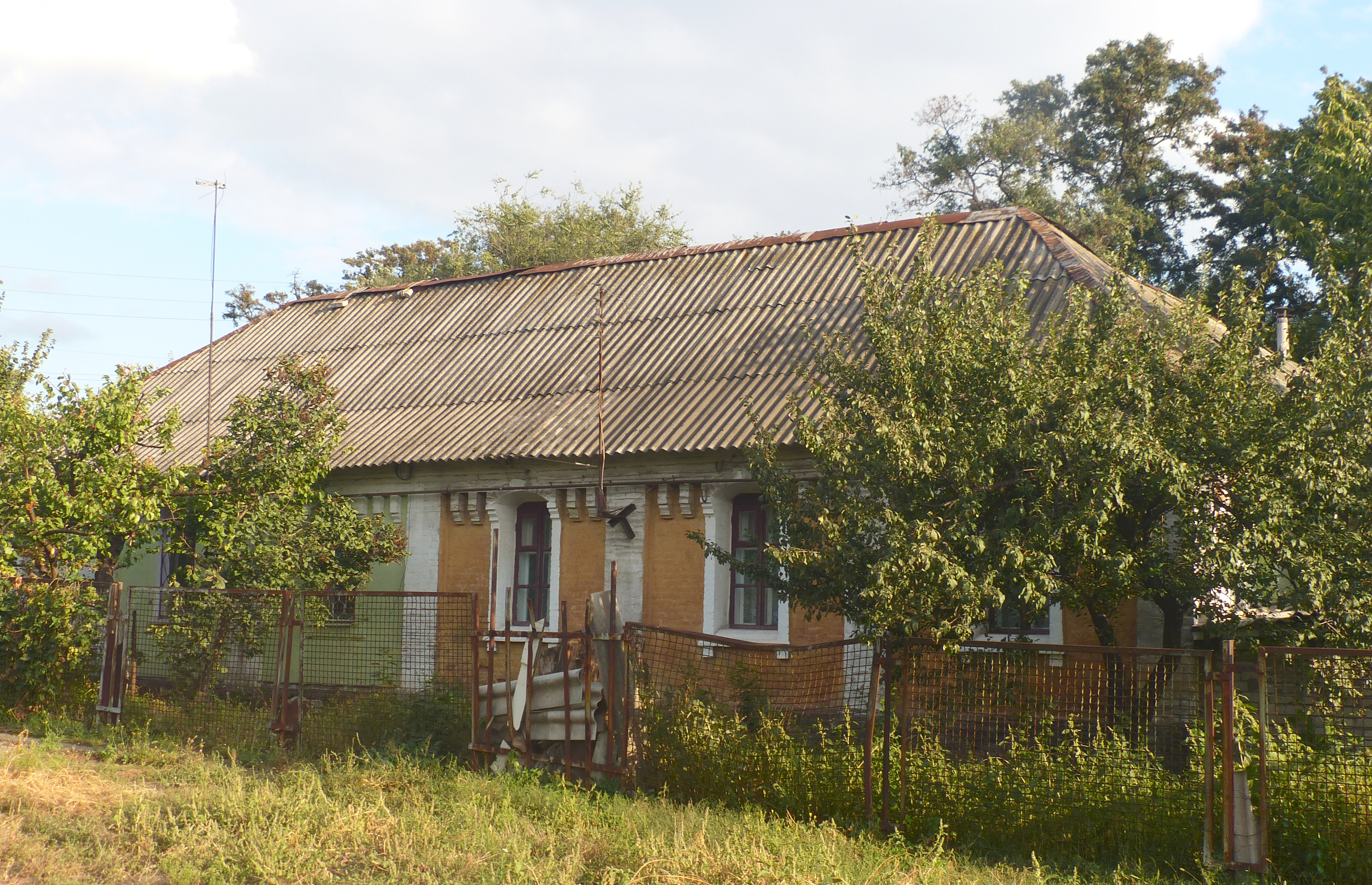
Больница
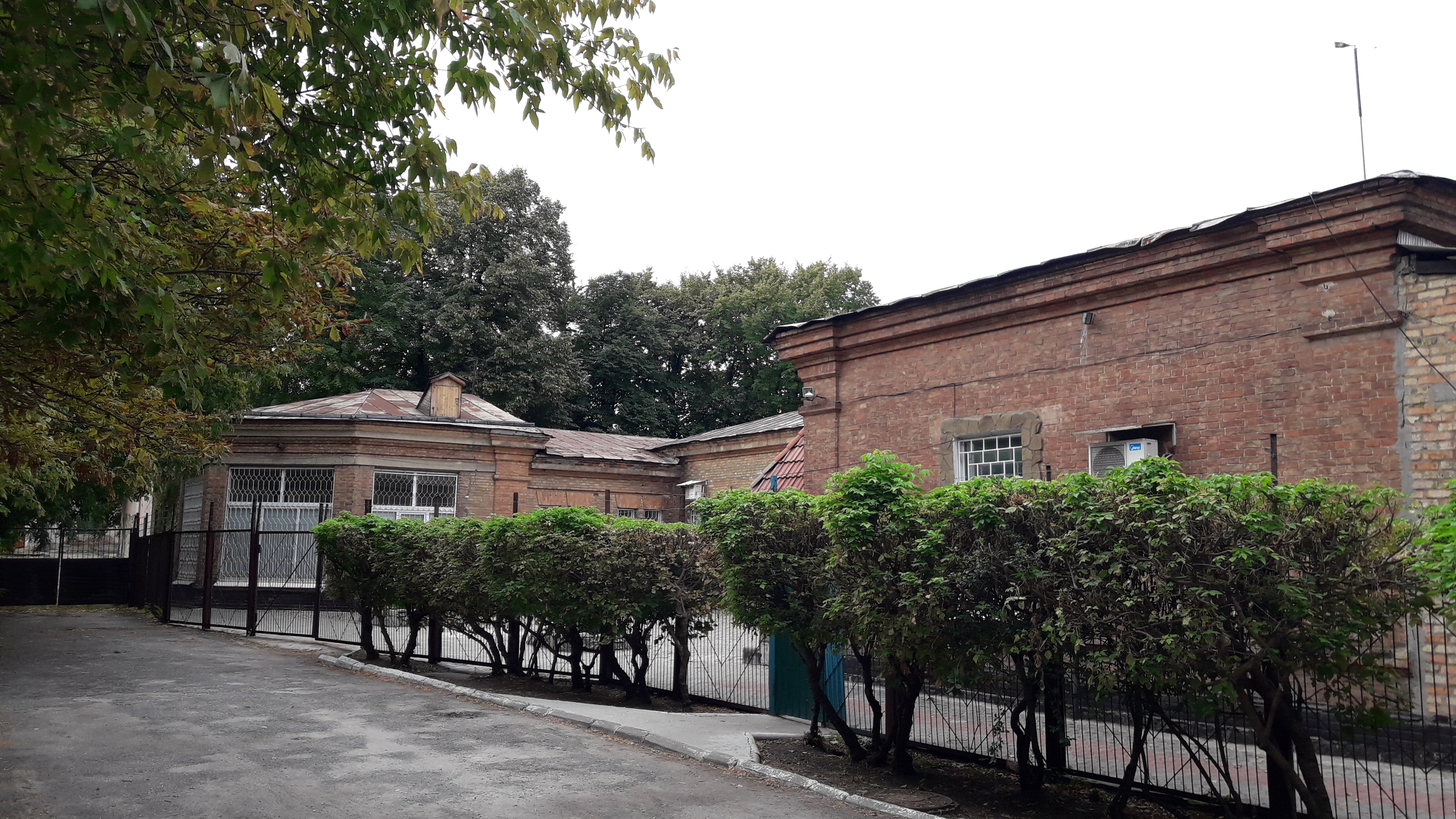
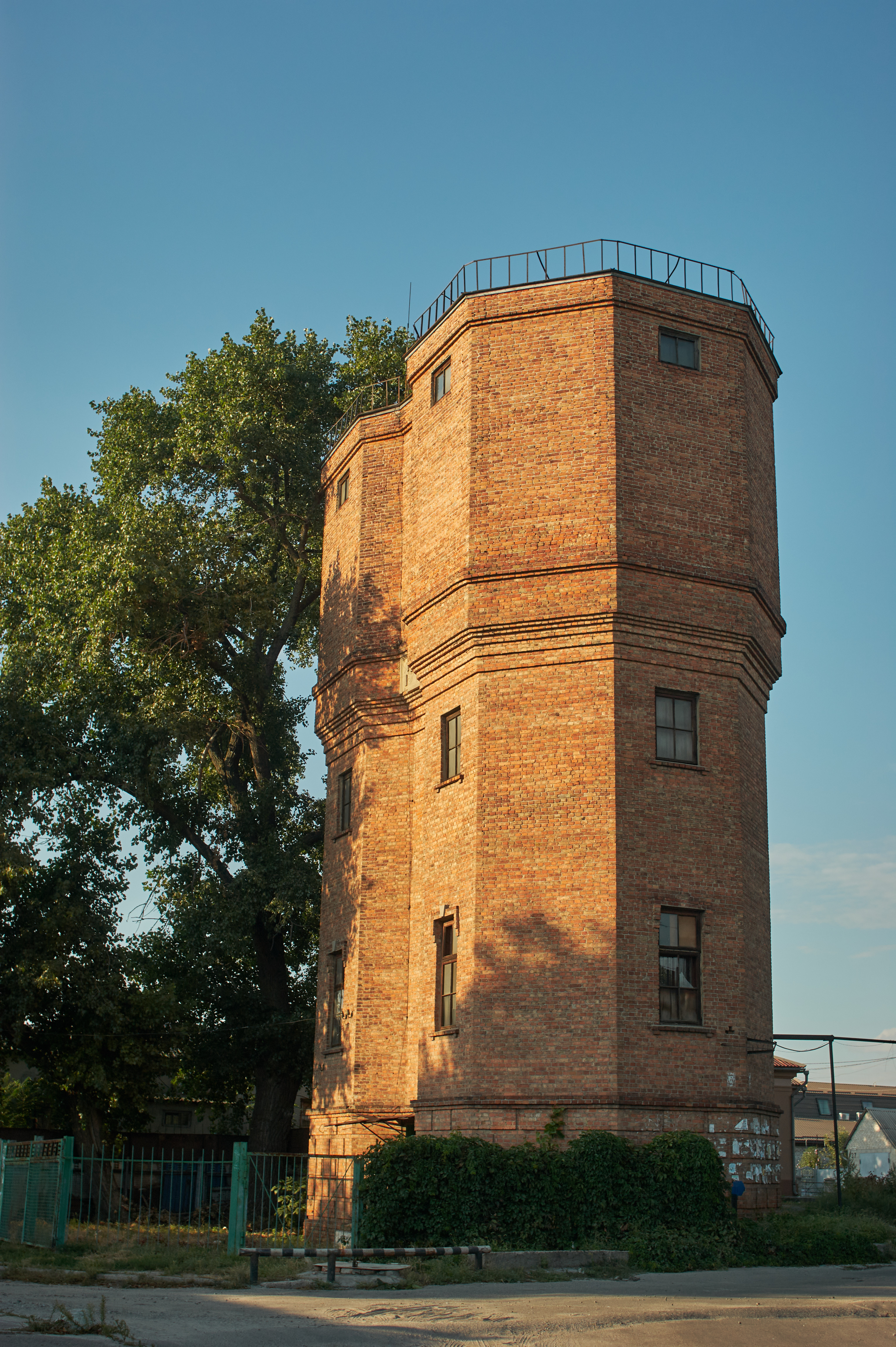
Водонапорная башня
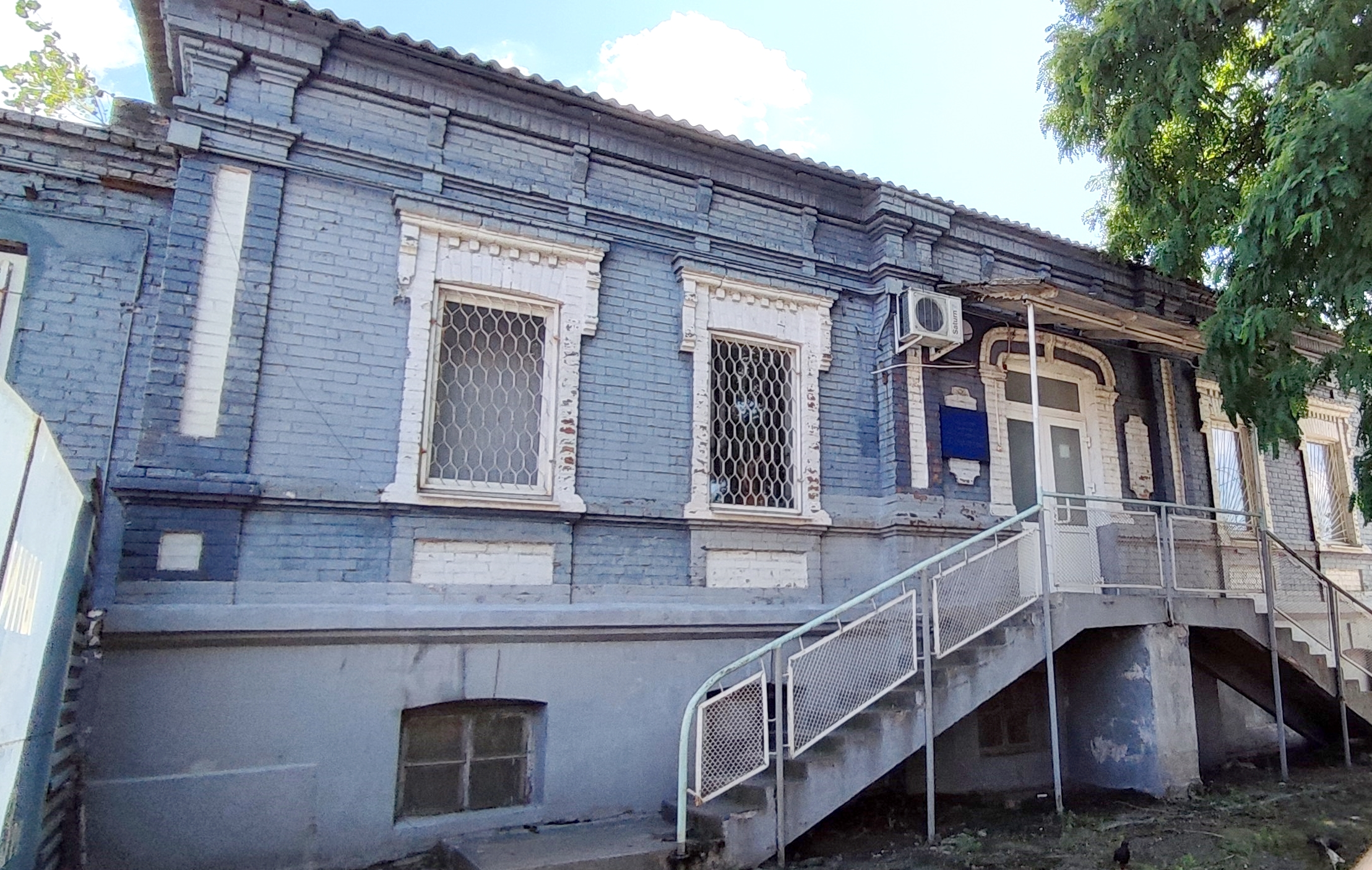
Дом № 39
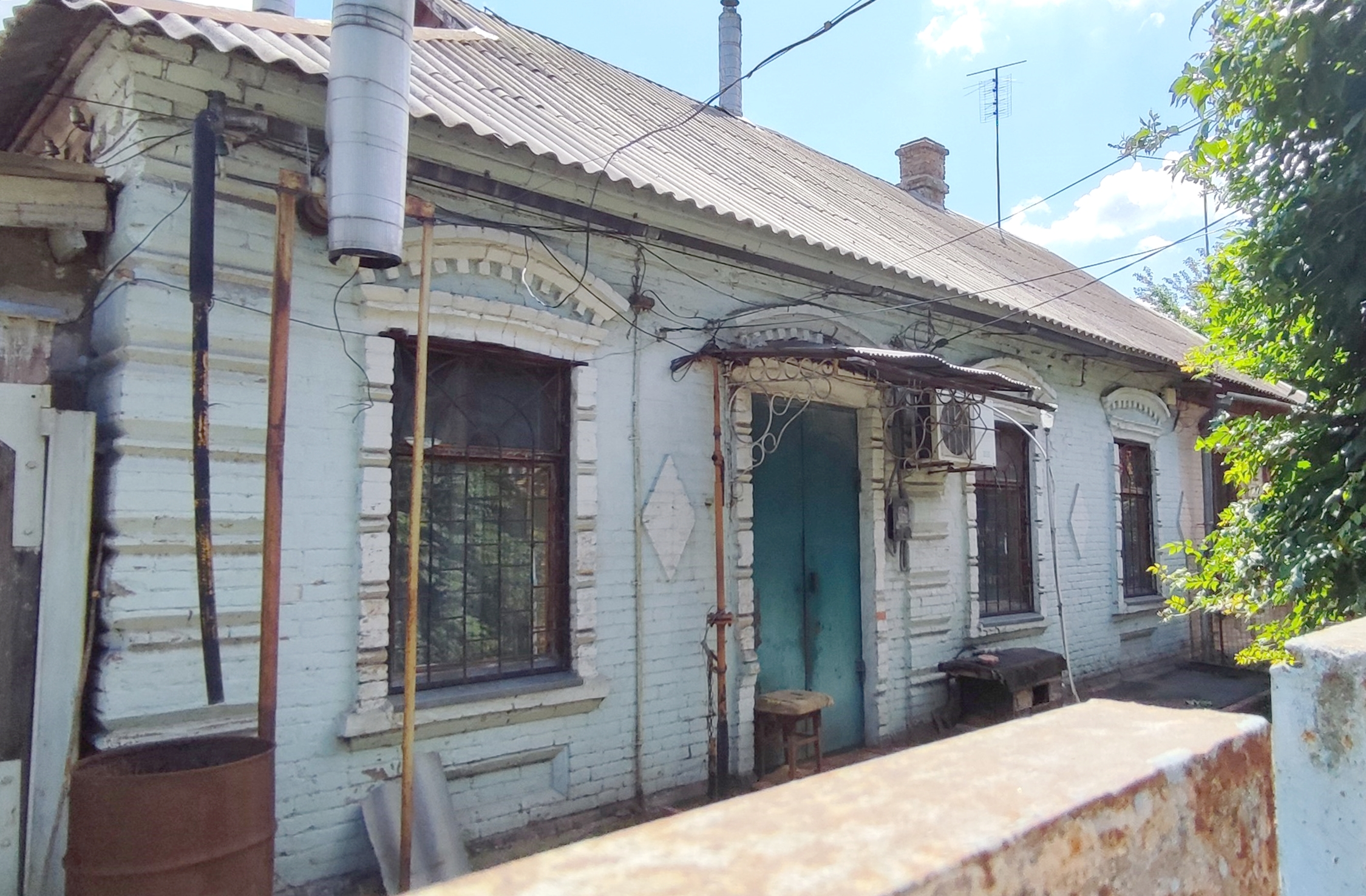
Дом № 47